# Tiamastus palpalis
Tiamastus palpalis är en loppart som först beskrevs av Rothschild 1911.  Tiamastus palpalis ingår i släktet Tiamastus och familjen Rhopalopsyllidae. Inga underarter finns listade i Catalogue of Life.